# Regiony ITU
     Region 1
     Region 2
     Region 3

Podział świata na regiony ITU
Region 1
Region 2
Region 3

Regiony ITU – podział świata na trzy obszary, w celu zarządzania widmem częstotliwości radiowych przez służby radiokomunikacyjne w krajach należących do Międzynarodowego Związku Telekomunikacyjnego.

## Podział regionów
- Region 1 – obejmuje Europę, Afrykę, były Związek Radziecki, Mongolię i Bliski Wschód na zachód od Zatoki Perskiej, w tym Irak.
- Region 2 – obejmuje obie Ameryki, w tym Grenlandię i część wschodnich wysp Pacyfiku.
- Region 3 – obejmuje większość obszaru Azji spoza krajów byłego ZSRR, na wschód od Iranu i wraz z nim, oraz większość Oceanii.